# Émile Delahaye

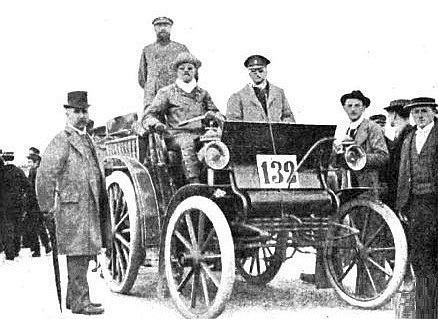
Émile Delahaye (à gauche), et Daniel Courtois sur Delahaye à Paris-Dieppe 1897 (pilote officiel 1897/98).

Émile Delahaye, né le 16 octobre 1843 à Tours et mort le 1er juin 1905 à Saint-Raphaël, est un ingénieur français, pionnier de l’automobile, fondateur de la marque Delahaye en 1895.

## Biographie
Émile Delahaye naît le 16 octobre 1843 à Tours, fils de Pierre-Auguste Delahaye (maître tapissier) et de Euphrasie Clément.
Le 1er octobre 1859, il entre à l’École impériale d’Arts et Métiers d’Angers d’où il sort brillamment le 4 août 1863.
Il commence sa carrière comme dessinateur, ingénieur, puis ingénieur en chef dans l’entreprise de matériel ferroviaire belge Cail & Cie. 
Durant la guerre franco-prussienne de 1870, il est ingénieur délégué à la « commission régionale d’artillerie du Nord-Ouest ». 
En 1878, il prend la direction d’une usine de machines agricoles et outillages pour tuileries et briqueteries de Louis-Julien Brethon à qui il succède en 1879. Il développe considérablement l’entreprise. Il crée un département de machine à vapeur, de moteurs à gaz puis à pétrole. En 1888, il développe un moteur à combustion interne pour bateaux pour lequel il obtient des médailles d’or et d’argent à l’Exposition universelle de Paris de 1889. 
À partir de 1894, il décide de se lancer dans l’industrie automobile 34 rue du Gazomètre à Tours et fabrique la Delahaye type 1 (première automobile 100 % française, châssis, carrosserie et moteur) à une époque où Panhard & Levassor, Peugeot commercialisent des automobiles à base de moteurs à pétrole Benz ou Daimler[Lequel ?]. 
Émile Delahaye s’engage personnellement avec succès en compétition pour se faire de la publicité, pilotant lui-même parfois sa Type 1 de 2 cylindres et 6 chevaux dans des courses, à des vitesses moyennes de près de 25 km/h : en 1896, il termine ainsi dixième du Paris-Marseille-Paris.
En 1898, fort de son succès et de sa croissance, il fonde une nouvelle usine parisienne au 10 de la rue du Banquier, avec pour associés Léon Desmarais et Georges Morane.
En 1900, il intègre la commission d'exécution des concours dans le cadre Automobilisme lors des Sports de l'Exposition Universelle de 1900 – non reconnus officiellement par le comité olympique –, durant l'année des Jeux olympiques d'été de 1900.
Le 31 janvier 1901, à la suite de problèmes de santé, ses deux associés, Desmarais et Morane lui succèdent. Il se retire dans sa propriété de « La Roche fleurie » à Vouvray à côté de Tours. Il disparaît le 1er juin 1905 à Saint-Raphaël (Var) et est inhumé à Vouvray le 7 juin 1905.